# Cebbala Ouled Asker (délégation)
Cebbala Ouled Asker est une délégation tunisienne dépendant du gouvernorat de Sidi Bouzid.
En 2004, elle compte 18 618 habitants dont 9 101 hommes et 9 517 femmes répartis dans 3 805 ménages et 4 424 logements.